# Maurice Gufflet
Henri Napoléon Marie Maurice Gufflet (Port Louis, Maurici, 15 d'agost de 1863 - Bordeus, 22 d'abril de 1915) va ser un regatista francès, que va competir a cavall del segle xix i el segle xx. El 1900 va prendre part en els Jocs Olímpics de París on participà en diferents proves del programa de vela. Guanyà la medalla de plata en la segona cursa de la categoria de 3 a 10 tones, formant equip amb J. Dubois, A. Dubois, Robert Gufflet i Charles Guiraist. Era germà del també regatista Robert Gufflet.